# جون ماكلين (شخصية خيالية)
جون ماكلين، هو شخصية خيالية وبطل رئيسي في سلسلة أفلام «داي هارد»، المقتبسة من رواية الكاتب رودريك ثورب بعنوان لا شيء يدوم للأبد. تم تصوير جون ماكلين في جميع الأفلام الخمسة من قبل الممثل بروس ويليس، المعروف بأفكاره الساخرة.

## تصوير الشخصية
استند جون جون ماكلين في الأصل إلى الشخصية الخيالية المحقق جو ليلاند من رواية الكاتب رودريك ثورب التي كانت الأكثر مبيعًا في عام 1979 بعنوان رواية لا شيء يدوم للأبد. جوانب أخرى مستمدة من فرانك مالون من رواية والتر ويجر في عام 1987 بعنوان 58 دقيقة (مقتبس عن فيلم داي هارد 2).
يصفه الشرير في داي هارد هانس غروبر بأنه «مجرد أميركي آخر... يعتقد أنه جون واين،»  ورد عليه جون ماكلين بأنه «كان دائمًا متحيزًا لروي روجرز.»  وقد وُصِف بأنه «شرطي نيويورك كريه الفم، وحكيم، ولا معنى له، ولديه إصبع زناد مثير للحكة... وروح منشقة لا تموت أبدًا.» 
إن زواج جون ماكلين في حالة أزمة مستمرة، وقد جعلته يقظته وتجاهله للسلطة خطر فقدان وظيفته أكثر من مرة، وهو مدخن شره وصفه المفتش كووب في الموت بقوة مع الانتقام بأنه «على بعد خطوتين من أن يصبح مدمنًا على الكحول»، حيث يصححه جون ماكلين مازحا قائلا «خطوة واحدة» فقط.
يتم تصوير جون ماكلين باستمرار على أنه بطل متردد، والذي بمساعدة قليلة أو معدومة من الآخرين، مطلوب ضد رغبته في إحباط الخطط التفصيلية لمجموعة من الأشرار ذوي التفكير المماثل لأنه لا يوجد أي شخص آخر في وضع يمكنه من القيام بذلك. يذكر المقطع الدعائي لأول فيلم «داي هارد»، «آخر شيء يريده جوم جون ماكلين هو أن يكون بطلاً، لكن ليس لديه خيار.» في الفيلم الثاني قيل له «أنت الرجل الخطأ في المكان الخطأ في الوقت الخطأ»، فيجيب عليه «قصة حياتي». في الفيلم الرابع، يقول إنه يتورط في مواقف خطيرة «لأنه لا يوجد أحد آخر يفعل ذلك» وإذا كان هناك من يفعل ذلك، فإنه سيسعد بسرور لشخص آخر القيام بذلك. على عكس العديد من أبطال الحركة "one man army" في الثمانينيات، فإن أحداث الفيلم تؤثر فعليًا على جون ماكلين جسديًا، حيث دخل جون ماكلين في ذروة الفيلم بجروح بالغة.
في أول فيلم "داي هارد"، يحمل جون جون ماكلين بيريتا 92F كسلاح للواجب. في الفيلمين التاليين، مسدس خدمته هو بيريتا 92FS، على الرغم من أن شرطة نيويورك لم تصدر بيريتا 92 للاستخدام في الخدمة. استخدم لاحقًا Sig P220 كمسدس للعمل في الأفلام الرابعة والخامسة من المسلسل. 

## التصوير

### موت قاسي

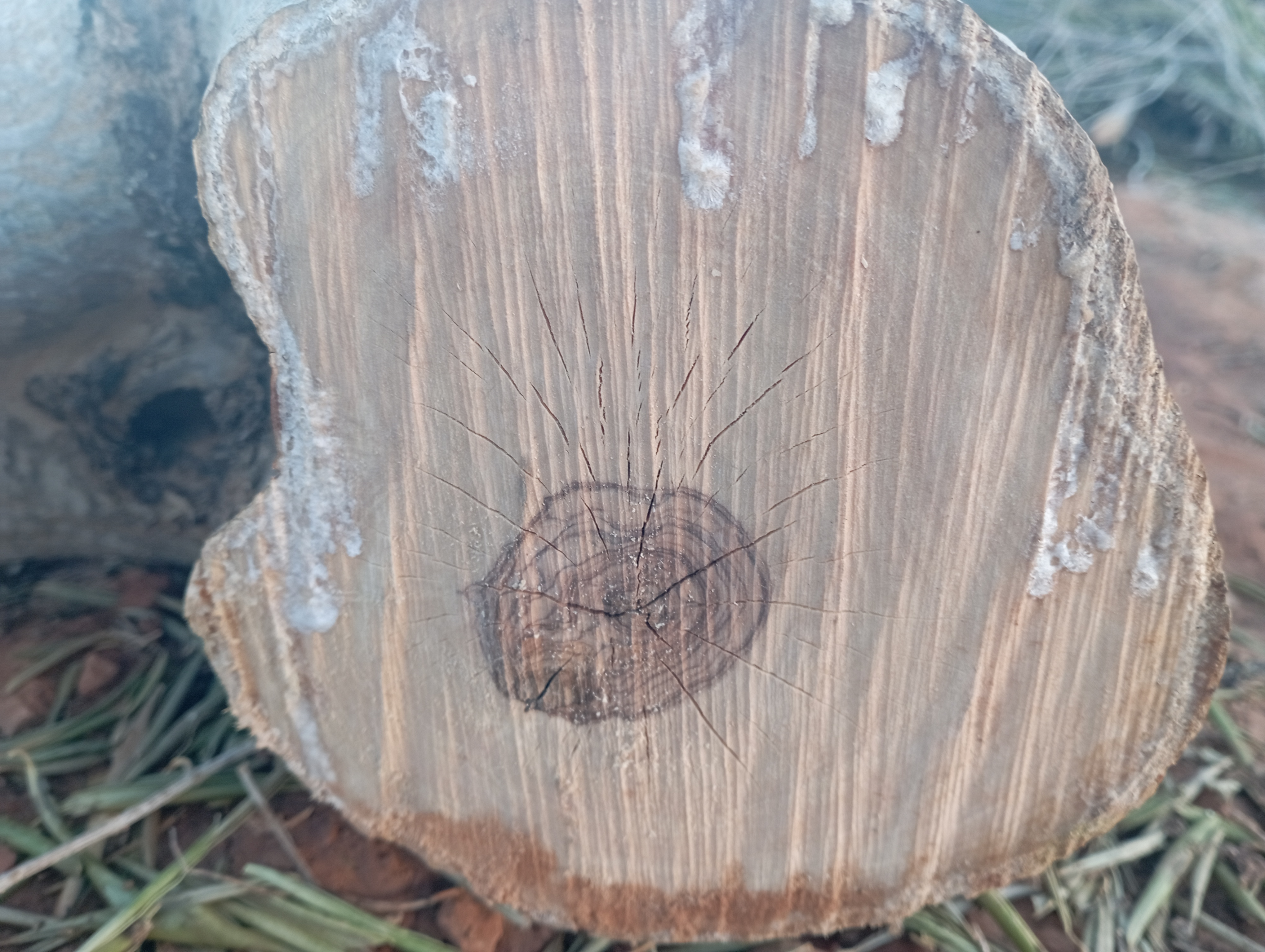

في بداية الفيلم الأول، شوهد المحقق في قسم شرطة مدينة نيويورك جون جون ماكلين يسافر إلى لوس أنجلوس لحضور حفلة ليلة عيد الميلاد في ناكاتومي بلازا، مكان عمل زوجته المنفصلة حديثًا هولي جينيرو (بوني بيديليا)؛ تعيش هي وطفليهما لوسي وجون جونيور في لوس أنجلوس.
بعد وقت قصير من وصول جون ماكلين إلى الحفلة، بدأ هانز جروبر (آلان ريكمان)، العضو المطرود حديثًا في مجموعة سياسية متطرفة في ألمانيا الغربية، خطته لسرقة ما قيمته 640 مليون دولار من السندات لحاملها المخزنة في قبو شركة ناكاتومي. أخذ هانز وفيلق من أتباعه الأوروبيين تحت قيادته موظفي شركة ناكاتومي وهولي كرهائن في محاولة لإخفاء السرقة تحت ستار عمل إرهابي فاشل.
يتجنب جون جون ماكلين اكتشاف المجموعة ويختبئ في جميع أنحاء ساحة ناكاتومي، مما يؤدي إلى قتل أعضاء المجموعة بشكل منهجي أثناء محاولته تعطيل مؤامراتهم. كان هانز، على علم بوجود جون واسمه، يعرّف هولي في النهاية على أنها زوجة جون ويأخذها كرهينة شخصية له. في ذروة الفيلم، حدد جون ماكلين المصاب بجروح بالغة موقع هانز وهولي بالقرب من قبو في الطابق الثلاثين. أطلق جون ماكلين النار على هانز وسقط حتى وفاته بعد أن تعثر إلى الوراء من خلال نافذة محطمة.

### داي هارد 2
في أعقاب أحداث الفيلم الاول داي هارد، انتقل جون ماكلين إلى قسم شرطة لوس أنجلوس. يكره صعوده إلى الشهرة الوطنية. يكشف فيلم Dialogue في الفيلم الثاني أنه ظهر في مجلة بيبول People Magazine، وقام بعمل بقعة في Nightline، وأشار إليه (العقيد ستيوارت) بأنه «بطل الشرطي الذي أنقذ رهائن ناكاتومي» مع طاقم إخباري محلي.
في داي هارد 2، عشية عيد الميلاد، سيطر المرتزقة على مطار واشنطن دالاس الدولي في دالاس، فيرجينيا، على بعد 25 ميلاً غرب واشنطن العاصمة، وهم يسيطرون على اتصالات المطار ويهددون بالتسبب في حوادث الطائرات ما لم تتم تلبية مطالبهم. هولي عالقة، طائرتها تحلق في السماء. يكتشف جون ماكلين مؤامرة بين المرتزقة ووحدة عسكرية نشطة لإنقاذ ديكتاتور سيئ السمعة من السجن لارتكابه جرائم ضد الإنسانية. لقد أحبط خططهم وقدم إشارة هبوط مرئية للطائرة التي تحلق في الدوران عن طريق تفجير الطائرة التي كان الأوغاد يستخدمونها لاستراتيجية خروجهم.

### السلاح المحمل 1
في فيلم Loaded Weapon 1، يتمتع Bruce Willis بمظهر رائع مثل جوم جون ماكلين نفسه، حيث يعيش في مقطورة. في المشهد تظهر الشخصية، تطير طائرة هليكوبتر إلى ما يعتقد الطيار أنه منزل مقطورة على الشاطئ لبطل الفيلم، جاك كولت (الذي يصوره إيميليو إستيفيز)، وتطليها بالرصاص، مما تسبب في انفجارها. بدلاً من أن يكون إستيفيز يزحف خارج الحطام، اتضح أنه جون جون ماكلين نفسه، يرتدي سترة متسخة ويلوح بالعلم الأبيض. يسأل المسلح بخجل ما إذا كان لديه العنوان الصحيح لـ 1014 Pacific Coast Highway، فأجاب جون ماكلين، «لا! هذا هو 814 طريق ساحل المحيط الهادي السريع!» وتوجيههم بشكل مفيد في الاتجاه الصحيح؛ ثم يتلقى جون ماكلين اعتذارًا من الطيار عن الخطأ، حيث يلوح لهم، «نعم! لا مشكلة!... لا مشكلة!» ويقيم الأضرار.

### الموت بقوة مع الانتقام

في الموت القاسي مع الانتقام، عاد جون ماكلين إلى مدينة نيويورك، لمواصلة عمله كملازم في شرطة نيويورك. تم اتفصاله عن زوجته، وتم تعليقه من الشرطة (على الرغم من أن ما فعله للتعليق غير معروف، فمن الواضح أنه بسبب إدمانه على الكحول)، وأصبح مدمنًا على الكحول. في بداية الفيلم، قام إرهابي مجهول معروف فقط باسم «سيمون» (جيريمي آيرونز) بتفجير قنبلة واحدة على الأقل في المدينة ويهدد بتفجير آخرين ما لم يتعهد جون ماكلين بحل سلسلة من التحديات والألغاز على غرار لعبة أطفال يقول سيمون.
صاحب متجر من هارلم، زيوس كارفر (صامويل إل جاكسون)، يحفظ جون ماكلين أثناء التحدي الأول ويضطر لمرافقة جون ماكلين بناءً على طلب سيمون.
بعد محاولة حل وإكمال العديد من الألغاز والتحديات، كشف مكتب التحقيقات الفيدرالي أخيرًا لجون ماكلين أن «سيمون» هو سيمون بيتر جروبر، شقيق هانز جروبر (خصم الفيلم الأول). يفترض مكتب التحقيقات الفيدرالي (FBI) أن جزءًا على الأقل من دافع سايمون ينطوي على الانتقام من جون ماكلين لموت أخيه. مثل هانز، سيمون مصمم على استخدام أعمال الإرهاب كستار لارتكاب السرقة. باستخدام تهديد قنبلة مزيف يتعلق بمدارس منطقة مدينة نيويورك، يسحب سايمون تقريبًا كل قوة شرطة المدينة بعيدًا عن هدفه: الاحتياطي الفيدرالي في نيويورك. بينما تفتش الشرطة بشكل محموم المدارس المحلية لتحديد موقع القنبلة المزعومة، هاجم سايمون السبائك الذهبية المحتجزة في قبو تحت الأرض في الاحتياطي وفر باتجاه الحدود الكندية الأمريكية.
بمساعدة كارفر، يتتبع مالكين سيمون بالقرب من الحدود. يقتل جون ماكلين سايمون بإطلاق النار على خط كهرباء ينهار في شفرات مروحية سيمون.

### موت قاسي 4عش حرا أو «داي هارد»

ويليس في دور جون جون ماكلين في Live Free or "داي هارد" (2007).

الفيلم الرابع، عش حرا او داي هارد (بعنوان داي هارد 4.0 في إصدارات خارج أمريكا الشمالية)، والذي تدور أحداثه في يوم الاستقلال في الولايات المتحدة،  بعد 13 عامًا. تم تعيين جون ماكلين لأخذ المتسلل مات فارييل (جاستين لونغ) إلى عهدة مكتب التحقيقات الفيدرالي. كان جون ماكلين في القوة منذ أكثر من 30 عامًا، وهو محقق كبير، وعلى الأرجح قائد فرقة تحري، لأنه يحمل رتبة ملازم أول. على الرغم من أن ملف NYPD الخاص بـجون ماكلين، الذي تم الوصول إليه من قبل Thomas Gabriel، يشير إلى أنه كان ملازمًا منذ عام 1987، إلا أنه يذكر أيضًا أنه يحمل حاليًا رتبة محقق. يقوم الإرهابيون بقيادة توماس غابرييل (تيموثي أوليفانت) بعملية تحمل الاسم الرمزي (البيع الناري fire sale) ببيع حريق لمقدمي العروض، ويقضيون على البنية التحتية الرقمية للبلاد عبر ثلاث مراحل: محطات الطاقة، وإشارات المرور، والنقل، والأسواق المالية.
طلق جون ماكلين من هولي لمدة 10 سنوات، ولم يتحدث إلى ابنته لوسي (ماري إليزابيث وينستيد)، التي اختطفها غابرييل كوسيلة ضغط. يبدو أن إجراءات جون ماكلين السابقة منسية. فاريل غير مدرك لسجله الحافل في إحباط الأشرار. جون ماكلين ساخر من شهرته. مع مات فارييل، أحبط جون ماكلين الكارثة مرة أخرى. يتصدى فاريل لقرصنة غابرييل، بينما يقضي جون ماكلين رجاله. بلغت ذروتها عندما أطلق جون ماكلين النار من خلال كتفه لقتل غابرييل.
أفعاله تعيد لوسي إلى الود والمحبة. قدمت نفسها على أنها لوسي جون ماكلين إلى فاريل. في الماضي، قدمت نفسها على أنها لوسي جينيرو، وأخبرت الرجال أن والدها قد مات.

### يوم جيد للموت الصعب
في الفيلم الخامس، يوم مناسب لموت قاسي، يسافر جون إلى روسيا عندما يتم اعتقال ابنه جون «جاك» جونيور (جاي كورتني). إنه لا يعرف أن جاك يعمل في وكالة المخابرات المركزية ضد المسؤول الروسي رفيع المستوى تشغارين (سيرجي كوليسنيكوف). تم سجن شريك شاجرين السابق، يوري كوماروف (سيباستيان كوخ) بسبب ملف يدين تشغارين.
يلتقي جون بجاك وكوماروف الفارين من الحجز وبلطجية شاجرين. يهاجم أتباع شاجرين مرة أخرى بينما يختبئون في منزل آمن تابع لوكالة المخابرات المركزية. يوقفهم جون، ويسمح لنفسه وجاك وكوماروف بالهروب. يساعد جون وجاك كوماروف في لقاء إيرينا (يوليا سنيغير) ابنة كوماروف. إنها تخونهم إلى المنفذ الرئيسي لشاجرين، أليك (Radivoje Bukvi). يجب أن يهرب جون وجاك مرة أخرى، لكن بدون كوماروف. بعد كوماروف إلى تشيرنوبيل، علم جون وجاك أن كوماروف كان يستخدمهما بالفعل لسرقة اليورانيوم المستخدم في صناعة الأسلحة من تشغارين. نجا من معركة أخرى، جون وجاك يصلحان علاقتهما.

## الشعار
في جميع أنحاء الأفلام، اشتهر جون ماكلين بعبارة Yippee-ki-yay, motherfucker«. كثيرا ما يقولها للتهكم على خصومه، أو في اللحظات التي سبقت قتلهم. يتبنى جون ماكلين العبارة في الفيلم الأول، داي هارد، عندما يصفه الشرير هانز غروبر بأنه راعي بقر ويسأل عما إذا كان يعتقد أنه لديه فرصة. يجيب جون ماكلين، Yippee-ki-yay, motherfucker». في نهاية الفيلم، قبل وفاته على يد جون ماكلين، يردد هانز غروبر العبارة قبل أن يسيطر عليه جون ماكلين.
في نهاية فيلم "داي هارد" 2، قام بتسليمها قبل إشعال شعاع من الوقود لتدمير طائرة العدو.
في نهاية "داي هارد" with a Vengeance، قالها بصوت منخفض بعد إسقاط مروحية العدو.
في الفيلم الرابع، Live Free or "داي هارد"، تم احتجاز جون ماكلين من قبل الإرهابي الإلكتروني Thomas Gabriel. سخر منه غابرييل، مدعيًا أن شاهد قبر جون ماكلين سيقرأ «دائمًا في المكان الخطأ في الوقت الخطأ». يجيب جون ماكلين، «ماذا عن» yippee-ki-yay، موظر "؟" بينما يطلق النار على كتفه ليقتل جبرائيل. تم إغراق المقطعين الأخيرين بطلقة نارية في النسخة المسرحية. في «النسخة غير المصنفة»، يتم تغيير الخط ليبقى كما هو.
في الفيلم الخامس، A Good Day to "داي هارد"، يقول جون ماكلين العبارة الشهيرة قبل قيادة شاحنة من طائرة هليكوبتر محمولة جواً في المواجهة النهائية في تشيرنوبيل. يشير عنوان الفيلم إلى المعنى المشهور لهذه العبارة، وهي صرخة حرب لأميركيين أصليين وتعني «هذا يوم جيد للموت!»

## الاستقابل والردود
صنفه إمباير في المرتبة 12 في قائمتهم لأكبر 100 شخصية سينمائية في كل العصور في عام 2008 ورقم 7 في عام 2015.  في استطلاع أجرته MTV، صوّت صانعو الأفلام والممثلون والمعجبون "البارعون" على "أعظم فيلم في كل العصور". وجاء جون ماكلين في المركز الثالث خلف إلين ريبلي وديريتي هاري فقط. في أبريل 2009، صنفت مجلة انترتينمنت ويكلي John جون ماكلين في المرتبة السادسة في قائمة أفضل عشرين "أبطال أروع في كل الأوقات في ثقافة البوب"، واصفة شخصية "بروس ويليس" الحكيمة، والشرطية في نيويورك التي تحبط الإرهاب "بأنها" ضد بوند ". وصفت المجلة الشخصيات التي صورها كيانو ريفز في فيلم Speed، ويسلي سنايبس في Passenger 57، وجان كلود فان دام في فيلم الموت المفاجئ بأنهم "أحفاد مقلد" لجون جون ماكلين.
أطلق على بروس ويليس «لقب اختيار ممتاز كبطل عمل ساخر».